# Edward A. Freeman
Edward Augustus Freeman, född 2 augusti 1823 i Metchley Abbey i Harborne, numera förort till Birmingham, död 16 mars 1892 i Alicante, Spanien, var en engelsk historiker, professor vid Oxfords universitet.

## Tidigt liv
Hans föräldrar dog när Freeman var barn, och därför kom han att uppfostras av sin farmor. Under sin studietid vid Oxford influerades han kraftigt av den högkyrkliga rörelsen. Han förblev mycket intresserad av kyrkobyggnader, och hans första bok var History of Architecture (1849). Han kom att skriva otaliga böcker, och skrev oavbrutet artiklar i Saturday Review fram till 1878. Hans artiklar höjde historiemedvetandet bland den bildade klassen. 

## Politik
Han var intresserad av politik, bland annat var han anhängare av Gladstone, och godkände 1886 års Home Rule för Irland. Han var intresserad av utrikespolitik, och hatade bl.a. turkarna och sympatiserade med småfolken i Östeuropa. Freeman trodde på nationalkaraktärer: "Det finns hos varje nation, hos varje ras, ett dominerande element, eller kanske rent av mer än ett element, något som utgör själva essensen av rasen eller nationen i fråga, något som bestämmer dess kvalitet och karaktär, något som drar till sig och införlivar alla andra element."

## Historia
Hans huvudverk anses vara History of the Norman Conquest (1867-1876). Hans devis att  "history is past politics and politics are present history" är betecknande för hans begränsningar. Freemans hela historiesyn byggde på en lika allsidig som djupgående rasism. Han föraktade naturligtvis judar, svarta och kineser men hans speciella hatobjekt var irländare. Engelsmän var enligt Freeman egentligen ett slags germaner. German var det finaste man kunde vara. Moderna tyskar var tyvärr inte tillräckligt germanska längre och i Frankrike hade det germanska blodet nästan helt gått till spillo i urbefolkningen, kelterna, eftersom dessa hade fått leva kvar under germanskt välde. De germaner, de s.k. anglerna och saxarna, som invaderade Britannien hade lyckligtvis gått grundligare till väga. De hade så gott som fullständigt utrotat den keltiska ursprungsbefolkningen och trängt undan de övriga till Cornwall, Wales och Irland - allt enligt Freeman. Englands framgångar, det var kontentan, berodde på ett enda grundläggande biologiskt och kulturellt faktum: att landet blivit rent engelskt, dvs. germanskt, genom massmord på besegrade irländare. 
Freeman började utlägga denna lära på 1860-talet. Den gick ut i väldiga upplagor i hans Old English History for Children (1869) och i hans lärjunge John Greens Short History of the English People (1874). Särskild succé gjorde Freemandoktrinen under hans föreläsningsturné i USA 1882. Där betonade han att germaner, engelsmän och amerikaner egentligen var ett och samma folk som bara flyttat från sitt första hem i Germanien till sitt andra hem i England och därifrån till sitt tredje hem i USA. Både i det andra och tredje hemmet hade man varit noga med att utrota de ursprungliga invånarna. Begreppet "exterminate" omfattade i Freemans språkbruk både dem som blivit dödade och dem som blivit undanträngda. "This would be a great land," skrev han till en vän, "if only every Irishman would kill a negro, and be hanged for it."